# 伊朗醫療衛生

伊朗人預期壽命歷史發展。

伊朗醫療衛生（英語：Health in Iran）中的各種問題，與許多發展中國家類似，都是由飲水和衛生設施、飲食和體適能、藥物成癮、心理健康、疾病感染、衛生措施、以及環境問題所造成的結果。

## 飲水和衛生設施
在中東地區，伊朗是獲得安全飲用水人口比例最高的國家之一，估計有92%的伊朗國民可獲得這種飲用水（截至2007年，城市地區居民接近100%，農村地區居民接近80%）。
但是伊朗的污水處理能力相當不足；例如在德黑蘭，大多數地方並未有污水處理設施，而未經處理的生活污水就直接注入地下水系統。隨著人口不斷增加，潔淨飲用水的危機加深，而遭污染的地下水會把健康風險逐漸擴大。

## 營養與體適能

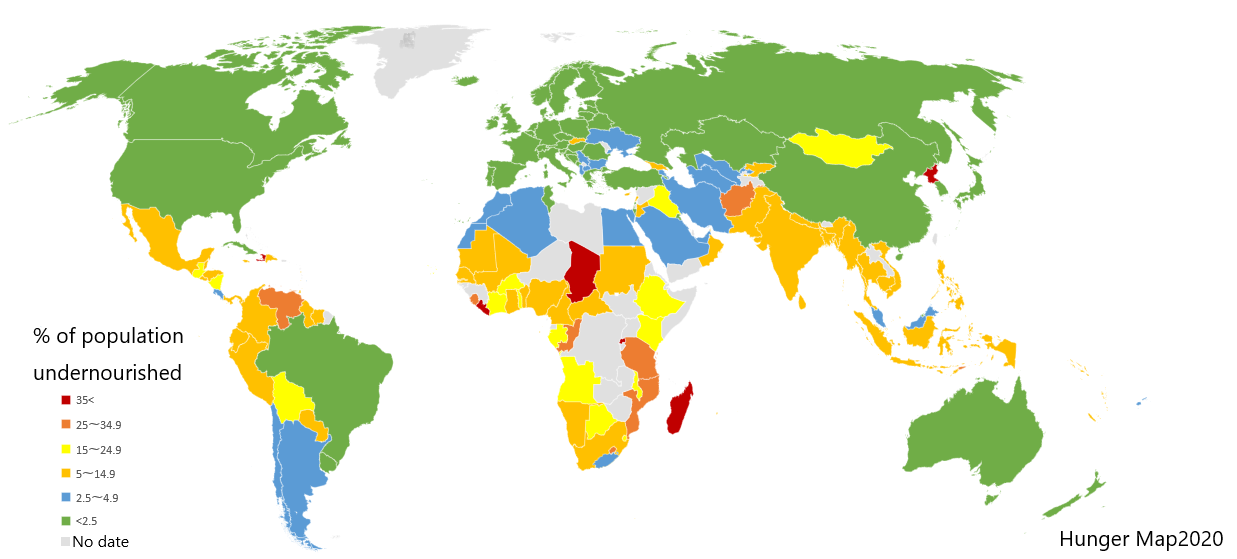
根據聯合國的資料，各國人口中有營養不良情況的佔比。

### 營養
根據伊朗官方資料，遭受營養不良問題影響的人口有4,500萬人。面臨營養不良或糧食安全有疑慮的省份包括有科吉盧耶－博韋艾哈邁德省、錫斯坦和俾路支斯坦省、霍爾木茲甘省、克爾曼省和胡齊斯坦省。

### 飲食、食材、和垃圾食品
伊朗的軟性飲料行業每年創造的營收約為20億美元。截至2008年，伊朗國內生產約30億公升的各式軟性飲料，產量中有高於12%用於出口，而伊朗人均飲用數量為每年46公升。人們對碳酸飲料和糖所造成的身體損害，以及高水平糖尿病的認識，已促使他們轉向攝取較健康的產品。

### 食品安全與食品包裝
伊朗食品法典委員會（Codex Commission of Food Stuff）成立於2002年，負責根據全球各種標準，建立和開發與生鮮農產品和食品的生產和貿易相關的標準，以及品質和健康法規。當地不知節制使用農藥也是個問題。根據官方資料，伊朗曾進口受到污染的肉類。雖然基因改造食品有潛在的健康風險，以及政府對生物技術產品的生產設有限制，但由於法律不嚴，伊朗在2015年進口轉基因作物的金額就達到50億美元。

### 肥胖症
伊朗在1988年是兒童肥胖症比率最高的7個國家之一。在2005年，33.7%的成年人有罹患代謝症候群的風險，而伊朗已有800萬人患有這種疾病。在1995年，6歲的男孩中有24.7%，女孩中有26.8%有過重的問題。
城市化是造成肥胖症的主要原因之一。在2005年，伊朗國民平均一年消耗42公升軟性飲料、糖類消耗量超過所需的40%、脂肪超過所需的30%、食物超過身體實際需要的40%。眾多容易取得的快餐和垃圾食物，加上運動量不足的生活方式，造就肥胖症的趨勢。其他因素包括技術造成的影響，以及大米和麵包的高消費。許多中等收入的家庭在他們負擔得起的食物選擇上受到限制，導致兒童肥胖症的發病率較高。然而，兒童肥胖症在伊朗並不被當作是個問題，因為人們相信這些兒童的肥胖會隨著年齡的增長而消失。當地對兒童肥胖症在健康上的影響尚不清楚。兒童肥胖的趨勢正在增加中。整體而言，兒童過重以及肥胖症的趨勢是在增加中，需要有更多的研究來評估過重和肥胖症與風險因素，如飲食型態及缺乏運動之間的關係。

### 體適能
拿聯合國糧農組織的額外標準作衡量，約13%的伊朗年輕人被歸類有肥胖症，也顯示伊朗公共衛生和食品分配的效率低下。根據伊朗政府的資料，約有60%的伊朗人超重，有35%的男性以及15%的女性患有肥胖症。雖然伊朗的人口資料顯示當地人口年輕，但只有20%的伊朗人經常運動，而世界平均水準為60%。有30%的伊朗青年從來不運動。

## 感染性疾病和藥物成癮
伊朗大多數城市和農村的兒童都可獲得疫苗接種。

### 霍亂
霍亂在伊朗始終並未斷絕。在2005年發生過的霍亂流行病，國家電視台警告人們不要在街邊購買飲食或是冰塊。某些餐廳會禁售沙拉。在1998年的霍亂流行，有許多人感染，而且有許多死亡案例。

### 愛滋病
攝取藥物的人口增加，推高人類免疫缺陷病毒 (HIV) 的發病率。根據官方統計資料，在2005年的9,800例HIV病例中，有三分之二是由於攝取藥物導致。伊朗已建立國家HIV治療系統，包括設立150個檢測點，以及一個免費針頭和注射器交換計劃。
根據聯合國的資料，伊朗的愛滋病一直在快速增長。迄今為止，導致流行病的主要因素是娛樂性藥物注射所導致，而透過性傳染病的傳播也在增加之中。根據2007年的估計，使用注射方式攝取藥物者，有14%會感染到HIV。在2009年，感染HIV的患者中男性佔93%，女性佔7%。
然而伊朗的愛滋病流行率與國際標準相比，仍然很低。在2008年，伊朗的成年人口HIV患病率約為0.16%（官方資料為18,000例），而北美的比率為0.8%但根據研究人員的資料，伊朗在2009年有89,000名HIV患者。

### 非法藥物
藥物成癮是伊朗健康事項中的主要問題。伊朗位在阿富汗生產的大麻、海洛因、鴉片和嗎啡的主要非法交易路線之上，近年來狡猾家藥物也進入當地市場。伊朗在鴉片劑成癮者的比率是世界第一（參見世界各國鴉片劑成癮流行率列表），在2015年的比率是3.5%。大多數伊朗成癮者的開始使用年齡是20多歲。在巴基斯坦和阿富汗已有數百個此類藥物生產實驗室存在。伊朗警方在2009年4月表示，阿富汗在2008年生產7,700噸鴉片，其中有3,000噸進入伊朗，並補充說伊朗警方已查獲走私鴉片中的1,000噸。伊朗在過去兩年裡共花費6億美金，在兩國間犯罪猖獗的邊界挖掘運河、建造障礙和安裝鐵絲網，以防堵這類走私。
伊朗等於每天可查獲3噸的藥物。在2005年，伊朗吸食藥物的人數估計在200到400萬之間（政府則稱是120萬人）。會吸食成癮的原因包括年輕人覺得缺乏經濟前景（參見伊朗經濟）和缺乏自由（參見伊朗人權）。在2014年所做的一項調查，30.6%的年輕人認為經濟問題是他們最關心的問題，而28.9%的年輕人擔憂失業、10.8%的擔憂能否錄取而進入大學，而7.5%的人最擔憂的是婚姻問題。

### 吸煙
伊朗設有嚴格的禁煙規定。到2007年，吸菸率下降到11%。然而，近年來一般人們中的吸菸率再次顯著上升。截至2018年，這一比例上升為14%。所有公家機構、旅館、飯店、茶館和咖啡館都禁止在內吸菸。同時被禁的還有波斯水煙（稱為ghalyun），之前這種吸菸工具是伊朗茶館的必備之物。在2006年3月頒布對全國所有汽車司機實施禁煙令，雖然違反者可能會被罰款，但這項禁令受到司機們廣泛忽視。供應商如果販售烟草產品給18歲以下的人，它們的產品會被沒收，並被罰款。屢犯者將受到高額罰款。
伊朗全國大約有20%的成年男性和4.5%的成年女性吸菸（有些估計總吸菸人數達到1,200萬）。在2008年，與吸菸有直接或間接關係而導致死亡的伊朗人有60,000人。吸菸致死人數佔全國死亡人數的25%。據信伊朗人每年消費約540億至600億支香菸。根據國營的伊朗烟草公司(ITC) 官員稱，2008年合法進口的香菸有267億支，而走私進口的香菸則約有27億支。進口香菸、烟草、雪茄、以及香菸過濾嘴是政府獨佔業務。伊朗人一年在烟草產品上的花費超過18億美元。根據2010年頒布的一項法律，吸菸者將無法獲得政府高級職位的任命。

### 空氣污染
一些消息來源說伊朗的空氣污染程度是世界上最為嚴重者。伊朗的呼吸系統疾病和癌症的患病率正以顯著的速度增加。據估計，伊朗兒童中有5百萬名患有哮喘。世界銀行估計空氣污染造成的死亡，對伊朗經濟造成的損失為6.4億美元（相當於5.1兆伊朗里亞爾，約當伊朗GDP的0.57%）。根據政府的報告，劣質汽油和劣質進口汽車剎車片也會導致空氣污染，危害健康。

### 酒精消耗
根據伊斯蘭教法，在伊朗不得飲酒，但非穆斯林信徒除外，可私下合法飲用酒類飲料。2010年走私進入伊朗的酒類飲料估計接近10億美元。估計伊朗有超過200,000人涉及釀造私酒的活動。許多是在地下室或是庭園等不衛生的環境中生產。

### Covid19
伊朗受到2019冠狀病毒疫情重大的影響，在2020年2月到11月的死亡人數超過36,500人。

## 計劃生育
在1979年伊朗伊斯蘭革命之後，政府訂立有全面和有效的計畫生育辦法。雖然伊朗的人口在1956年至1986年間以每年超過3%的速度增長，但辦法實施以後，到1980年代末和1990年代初，人口增長率開始下降，到2007年下降到每年0.7%，當時生育率為每千人17人，死亡率為每千人6人。聯合國的報告顯示伊朗的節育政策具有成效，該國是生育率下降幅度最大的國家。聯合國經濟及社會事務部所屬人口司表示，1975年至1980年期間，伊朗總生育率為6.5%，預計2005年至2010年的生育率水準會低於2%。截至2012年，伊朗一半以上的人口年齡在35歲以下。伊朗當局正把生育控制計劃削減，以避免人口高齡化，而變成與許多西方國家有類似的問題 - 這些國家正在努力跟上國家醫療和社會安全費用上漲的速度。在伊朗，有五分之一的夫婦有不孕的問題。

## 主要致死原因
| 伊朗: 醫療衛生 (資料來源: 經濟學人信息社) | 2005 | 2006 | 2007 | 2008 | 2009 | 2010 |
| ----------------------------------------- | ---- | ---- | ---- | ---- | ---- | ---- |
| 預期壽命, 平均 (歲)                       | 70.0 | 70.3 | 70.6 | 70.9 | 71.1 | 71.4 |
| 醫療衛生支出 (佔GDP百分比)                | 4.2  | 4.2  | 4.2  | 4.2  | 4.2  | 4.2  |
| 醫療衛生支出 (人均美元)                   | 113  | 132  | 150  | 191  | 223  | 261  |

在2000年代初期，伊朗主要的自然死亡原因是心血管疾病和癌症。伊朗癌症研究中心表示，每年有41,000名伊朗人死於癌症。根據伊朗衞生及醫療教育部（MOHME）的資料，全國男性最致命的癌症是胃癌，女性則是乳癌，年度報告的新癌症病例有90,000例 (2015年)。
根據MOHME的數據，在2003年總死亡人數中，有41%是由循環系統疾病所引起。心肌梗塞佔總死亡人數中的25%，是主要原因。
物質依賴是伊朗人繼交通事故、心臟病、和重性抑鬱疾患之後的第四大死亡原因。
從2001年到2010年，超過438,000名伊朗人死於電擊、煤氣中毒和藥物中毒等“非自然死亡”因素。在2013年有4,055人自殺，伊朗的自殺人數呈上升趨勢。伊朗社會工作者協會（Association of Social Workers）在2013年表示伊朗從2001年到2011年之間的自殺人數達到61,000人。
根據伊朗國會中的健康和治療委員會，伊朗在2015年有1,200萬人患有精神疾患（主要由經濟原因導致）。根據MOHME，精神疾患是伊朗女性的最大問題，而是導致男性死亡和殘疾的第二大問題。

## 伊朗婦女的健康
伊朗與其他國家相同，婦女的健康對社會的福祉和經濟成長有非常重要的功能。該國多年來在改善婦女的身心健康和社會健康方面取得重大進展。然而要達到該國婦女的最佳福祉，仍有許多障礙需要克服。了解她們面臨的挑戰及其背後的原因就變得非常重要。

### 身體健康

#### 預期壽命
根據聯合國的估計（且未把Covid-19疫情的影響列入考慮），伊朗人在2022年出生時的平均預期壽命為77.13歲，比前一年增加0.25%。高於同年全球平均預期壽命的72.98歲。
伊朗婦女的主要死亡原因是非傳染性疾病（主要是心血管疾病，每100,000人中有179人死亡）部分原因可能是由於缺乏體力活動所導致。根據伊朗國家對非傳染性疾病風險因素監測（ National Surveillance of Risk Factors of Non-Communicable Diseases in Iran，SuRFNCD -2007)的結果，的伊朗人口中有35% （而其中女性佔46%）過著久坐不動的生活方式。一般而言，伊朗女性的體力活動量比男性少三倍。

#### 孕產婦健康
伊朗在1975年的孕產婦死亡率（MMR；每10萬活產中的孕產婦死亡人數）為274人，但到2015年已降至25人，與已開發國家相當。 聯合國聯合國可持續發展目標第5點（簡寫為SDG 5，或是Global Goal 5），希望把每年的MMR降低5.5%。伊朗是能夠實現SDG 5目標的國家之一，到2015年已降低75%。伊朗孕產婦死亡的主因是產科出血（30.7% )，緊接在後的是懷孕期間、生產時以及產後的高血壓（17%）。孕產婦死亡案例比較常發生在伊朗的農村與遊牧地區。據估計，這些死亡有90%發生在經濟狀況較差的社會階級中。

#### 性健康

##### 性傳染病
伊朗女性中產生高患病率的兩種性傳染病（STI）是單純皰疹病毒2型 (HSV2) 和披衣菌感染。一項在設拉子對小型群體女性性工作者所做的研究顯示HSV2的患病率為9.7%，披衣菌感染患病率為9%。在伊朗的某些地區，披衣菌感染的患病率高於全球和東地中海地區。據報導，全球女性披衣菌感染比率為3.53%，東地中海地區為2.15%。

##### 伊朗婦女的HIV-1患病率
到2018年，伊朗60,000名感染HIV的成年人中，有15,000人是女性（佔25%）。感染HIV-1（參見HIV亞型）的女性比率從2004年的6%穩步上升到2013年的30%。伊朗女性感染HIV-1的主要途徑是經過性傳染。有人認為實際感染HIV-1的人數會更高；但是因為社會污名化，還有歧視等原因，會阻止許多伊朗人，尤其是女性承認他們受到感染。
| 感染有HIV的成人和兒童                                               | 61,000人 (34,000人 - 120,000人) |
| 感染有HIV的婦女                                                     | 15,000人 (8,900人 – 30,000人)   |
| 因愛滋病而死亡的成人和兒童                                          | 2,600人 (1,400人 – 5,100人)     |
| 15歲及以上的婦女因愛滋病的死亡人數                                  | <500人                          |
| 新近感染HIV的成人和兒童                                             | 4,400人 (1,100人 – 12,000人)    |
| 新近感染HIV的婦女                                                   | 1,000人 (<500人 – 3,000人)      |
| 接受抗病毒藥物治療的成人和兒童比率 (%)                              | 20% (11% – 39%)                 |
| 15歲及以上的婦女接受抗病毒藥物治療比率(%)                           | 27% (16% – 53%)                 |
| 姙辰中婦女接受抗病毒藥物治療（避免由母親傳染胎兒（PMTCT））比率 (%) | 81% (41% - >95%)                |
| 年齡在15歲到24歲群組中有預防感染HIV知識者比率 (%)                   | 18.27%                          |
| 年齡在15歲到24歲婦女中有有預防感染HIV知識者比率 (%)                 | 16.21%                          |

### 社會健康和婦女賦權
2018年，伊朗的性別差距指數，在全球149國中排名第142位（性別差距指數（GGI)得分：0.589）。伊朗女性性別的差距在許多子指數都非常的明顯，包括經濟參與和機會（排名：143；得分：0.376）、政治賦權（排名：141；得分：0.046）、接受教育（排名：103；得分：0.969）、和健康與生存（排名：127；得分0.966）。
| 年份 | 性別差距排名 | 性別差距指數 |
| ---- | ------------ | ------------ |
| 2018 | 142          | 0.5890       |
| 2017 | 140          | 0.5830       |
| 2016 | 139          | 0.5875       |
| 2015 | 141          | 0.5800       |
| 2014 | 137          | 0.5811       |
| 2013 | 130          | 0.5842       |
| 2012 | 127          | 0.5927       |
| 2011 | 125          | 0.5894       |
| 2010 | 123          | 0.5933       |
| 2009 | 128          | 0.5839       |
| 2008 | 116          | 0.6021       |
| 2007 | 118          | 0.5903       |
| 2006 | 108          | 0.5803       |

#### 童婚
據估計，伊朗18歲以下的女孩中有17%會出嫁。但有成千上萬這樣的婚姻並沒正式登記。這種童婚主要是由性別不平等、宗教、貧困和傳統風俗的原因所驅動。伊朗已承諾根據聯合國可持續發展目標第5.3點（消除童婚及女陰殘割（參見“聯合國可持續發展目標第5點”英文版中#Target 5.3: Eliminate forced marriages and genital mutilation），在2030年把童婚現象消除。

## 外部連結
- Ministry of Health and Medical Education (Iran)
- World Health Organization - Iran （页面存档备份，存于） (Statistics)
  - WHO/ Country Office （页面存档备份，存于） - Iran
    - WHO/Country Profile （页面存档备份，存于） - Iran
- Statistical center of Iran （页面存档备份，存于）
- United Nations World Drug Report 2010 and Iran （页面存档备份，存于）